# Сапрыкин, Игорь Александрович (хоккеист)
Игорь Александрович Сапрыкин (род. 30 января 1992, Москва, Россия) — российский хоккеист, вратарь.

## Биография
Воспитанник хоккейной школы «Крыльев Советов». В сезоне 2009/10 дебютировал в Молодёжной хоккейной лиге за команду. В следующем сезоне перешёл в систему хоккейного клуба «Витязь», выступал в МХЛ за «Русских Витязей». В сезоне 2012/13 сыграл первый матч в Континентальной хоккейной лиге за основную команду.
В сезоне 2013/14 выступал за клинский «Титан» в ВХЛ, в двух следующих сезонах — за тверской ТХК, время от времени также играя за «Витязь» в КХЛ.
В 2019 году был командирован в питерское «Динамо», отыграв там несколько матчей, однако был возвращён в «Витязь»
В 2020 году подписал контракт с китайским клубом «Куньлунь Ред Стар», время от времени играя в ВХЛ.
9 ноября 2021 года вернулся в «Витязь».